# 若林マリ子
若林マリ子（わかばやし まりこ）は、日本の歌手、シンガーソングライターである。
フランス語翻訳家であり演出家の父･若林彰とピアノ教師の母親、そして民俗音楽家でシタール奏者の若林忠宏を兄に持つ。
高校卒業後、女性グループ「Windy」を結成。自身のオリジナル曲を中心に、ライブ・ハウスなどで活動を展開し、「EAST WEST83」レディース部門で優秀賞を獲得。
Windy解散後、ビブラストーンのギタリストである岡田陽助に才能を見出され、岡田のサポートによるバンド「マリコ・ウィズ・キュート」を結成。1985年、ビクター（Invitation）よりアルバム『ICE AGE』、シングル『氷河期』をリリース。
バンドとして活動するかたわら、SASの関口和之のソロ・アルバム『砂金』（1986年）や、ムーンライダーズの鈴木慶一プロデュースによる『わかつきめぐみの宝船ワールド』（1987年）などに、「若林マリ子」名義でヴォーカリストとして参加。このほか、ソロとしての活動も開始。
1987年10月21日、VAPよりソロ・アルバム『end of a rainbow』を「若林まりこ」名義でリリース。その後、雑誌・各種メディアなど積極的にメジャー活動を開始するも、一旦音楽活動を休止。兄・忠宏のサポートとして民俗音楽等のヴォーカルを務めるほかは一切の活動を停止する。
2004年5月、音楽活動再開。オリジナル曲を中心に活動を開始。ソロ・アルバム作成に向けて作曲活動にいそしむかたわら、東京都内を中心にライブ活動を行うなど、新たな活動を展開中。
2010年秋、23年ぶりのニューアルバム、「flower city」をリリースした。